# Mel's Diner
Mel's Diner è un locale realmente esistente, sito in N.W. Grand Avenue 1747 nella zona industriale di Phoenix, Arizona, in cui si svolgevano idealmente le vicende della serie televisiva Alice, trasmessa per la prima volta dal 1976 al 1985.
Nella serie (che ovviamente era girata a Hollywood) era un ristorante su una strada nella periferia di Phoenix, frequentato da residenti e da camionisti. Disponeva di un bancone, due grandi chioschi e di qualche tavolo. Nonostante una delle tre cameriere, Alice, fosse il personaggio protagonista della serie, il telefilm riguardava tutte le cameriere e Mel Sharples, che era il proprietario ed il cuoco. La maggior parte degli eventi ha luogo proprio all'interno del locale: locale e serie sono così intrecciati che spesso il programma viene erroneamente chiamato "Mel's Diner."
L'immagine esterna del locale, con una tazza di caffè gigante che spesso si vede nella sigla iniziale del programma, è del vero Mel's Diner che si trova proprio a Phoenix, la città in cui è ambientata la serie. Al contrario, il ristorante di Alice non abita più qui, il film cui si è ispirata la serie, si chiamava "Mel & Ruby's Café" e si trovata a Tucson, Arizona.
Originariamente chiamato Lester's Diner negli anni Sessanta e Settanta (quindi anche negli anni della serie, negli anni Ottanta prese il nome di Pat's Family Restaurant e solo ultimamente ha preso il nome di "Mel's Diner", esattamente come nella serie televisiva. È un locale frequentato dai lavoratori dell'area.
In seguito è diventato una catena di ristorazione :   https://web.archive.org/web/20130831070750/http://www.melsdiners.com/locations/